# Postgeschichte und Briefmarken der Vertragshäfen

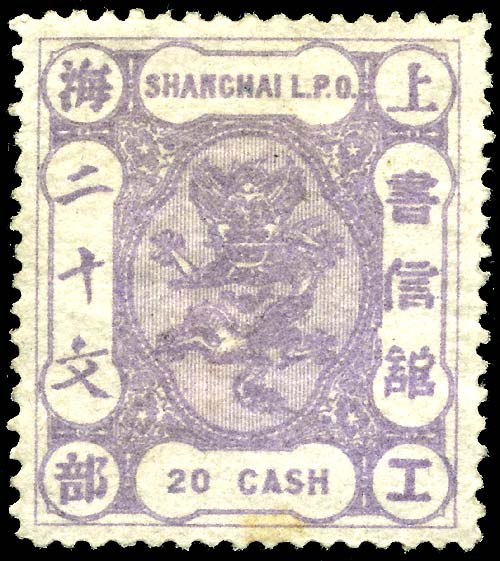
Briefmarke von Shanghai mit Drachenmotiv aus dem Jahr 1877

Die Postgeschichte der Vertragshäfen umfasst den Zeitraum von 1865 bis 1897, in dem vor der Existenz der chinesischen Staatspost private, von europäisch dominierten Stadtverwaltungen der Vertragshäfen organisierte Postdienste einen Teil des Postverkehrs in China abwickelten. Mit der Gründung der chinesischen Staatspost 1896 und der Durchsetzung ihres Postmonopols endete diese Phase der chinesischen Postgeschichte.
Sammler zählen zu diesen Postdiensten auch die private Post des Pachtgebietes Wei Hai Wei 1898/99.

## Geschichte
Als Ergebnis der sogenannten Ungleichen Verträge musste das Kaiserreich China ab 1842 europäischen Mächten weitgehende Hoheitsrechte in einer Reihe von Hafenstädten einräumen. Die Macht in diesen Städten lag in den Händen einer lokalen Verwaltung, die von europäischen Konsuln und Händlern abhängig war. Der Verwaltungsrat (Municipality Council) von Shanghai gründete 1865 einen Postdienst. Im Gegensatz zu den schon bestehenden Postdiensten verschiedener europäischer Mächte, die für einen Postverkehr zwischen China und dem jeweiligen Mutterland oder dem übrigen Ausland sorgten, war der Postdienst der Vertragshäfen auf den innerchinesischen Verkehr ausgerichtet. Es gab zwar ein von chinesischen Händlern organisiertes Postwesen (Min Chu), das aber als teuer und unzuverlässig galt.
Der in Shanghai gegründete Postdienst stand dem allgemeinen Publikum offen. Briefe konnten mit Briefmarken einzeln frankiert werden oder Personen und Firmen konnten an einem Subskriptionssystem teilnehmen und gegen einen jährlichen Beitrag Post portofrei versenden. Diese Sendungen waren dann mit einem Chop des Subskribenden zu kennzeichnen. Die Shanghai-Post besaß Zweigpoststellen in Amoy, Foochow, Hankow, Nanking, Ningpo und Swatow. Darüber hinaus existierten in vielen größeren chinesischen Städten Privatpostagenturen, so dass diese Privatposten schließlich fast landesweit operierten.
1893 wurde das Postwesen reformiert und das Subskriptionssystem abgeschafft. Einige der Zweigpoststellen außerhalb Shanghais wurden durch die jeweiligen Stadtverwaltungen in eigene Postdienste umgewandelt, die jedoch weiterhin mit der Post Shanghais kooperierten.
Erst Ende 1896 wurde eine chinesische Staatspost gegründet. Um die private Konkurrenz in den Vertragshäfen auszuschalten, wurde per kaiserlichem Dekret ab dem 2. Februar 1897 jeglicher private Posttransport zu Lande und Wasser über chinesisches Territorium untersagt. Die Durchsetzung des Postmonopols bedeutete innerhalb weniger Monate das Ende der privaten Postdienste der Vertragshäfen, obwohl einige versuchten, als reine Stadtpost zu überleben. De facto blieben aber einige der chinesischen Privatpostanstalten bis Herbst 1898 tätig, toleriert solange es keinen ausreichenden staatlichen Postdienst vor Ort gab. In Weihaiwei, wo es zunächst kein staatliches chinesische Postamt gab, sogar bis März 1899.

## Briefmarken der Postdienste in den Vertragshäfen
Zur besseren Identifizierung wird die Schreibweise der Ortsnamen wie auf den Briefmarken verwendet.

### Shanghai

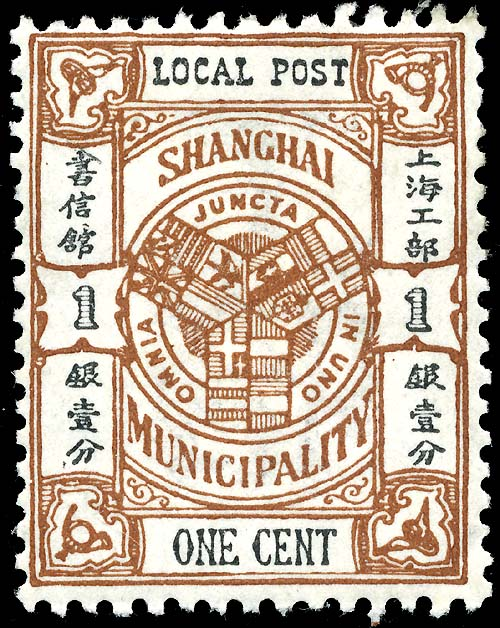
Briefmarke der Post von Shanghai aus dem Jahre 1893 mit den kombinierten Wappen der europäischen Mächte

Die Post von Shanghai ist die älteste unter den Postdiensten der Vertragshäfen. Sie wurde 1863 von der Stadtverwaltung gegründet. Eine Besonderheit war das Subskriptionssystem, bei dem Firmen nach Zahlung einer jährlich festgelegten Summe ihr gesamtes Postaufkommen befördern lassen konnten. Andere Kunden hatten einzelne Postsendungen freizumachen, wozu Ende 1865 erste Briefmarken verausgabt wurden, die ab Januar 1866 zur Frankierung von Postsendungen zugelassen waren. Die Marken wurden in chinesischer Währung verkauft und tragen Wertangaben in Candarin, später in Cash, wobei 10 Cash einem Candarin entsprachen. Die ersten Marken Shanghais zeigen das Motiv eines Drachen, dieses Motiv wurde 10 Jahre später von der Post des chinesischen Zolls kopiert. Wo diese im Buchdruckverfahren hergestellten Marken gedruckt wurden, ist nicht mehr bekannt. Von 1866 bis 1889 blieb ein, allerdings abgeändertes, Drachenmotiv für Briefmarken in Gebrauch, diese Marken wurden im Tiefdruckverfahren bei Nissen & Parker in London gedruckt. 1889 folgte eine Wappenausgabe, welche die letzte Ausgabe mit der Wertangabe in Cash war. Ab 1. Januar 1890 kam die Wappenausgabe von 1889 mit Angabe der neuen Währung in Cents des chinesischen Silberdollars an die Postschalter. Ihr folgte im Mai 1893 eine Ausgabe, auf der alle Wappen von den in der Stadtverwaltung vertretenen europäischen Mächten kombiniert wurden. Im November 1893 wurde mit einer Sonderausgabe dem 50. Jubiläum der europäischen Niederlassung gedacht. Die letzte Ausgabe einer Briefmarke im Design der Marken von Mai 1893 erfolgte im Oktober 1896, im Folgejahr wurde endete die Eigenständigkeit: die Shanghai Local Post, damals das modernste und am besten ausgestattete Postsystem in Asien, wurde mit allen Bediensteten und vollständigem Inventar in die Staatspost integriert. Selbst die typischen Postdatumsstempel mit entsprechender Inschrift wurden für den Innerstadtverkehr bis in die 1920er Jahre beibehalten.

### Amoy

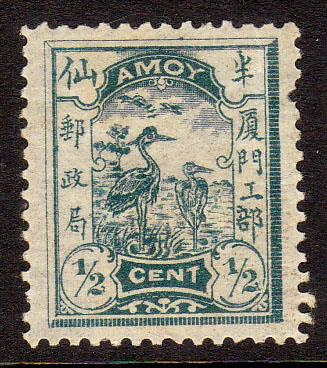
Briefmarke von Amoy zu ½ cent von Juni 1895

Am 5. Februar 1890 eröffnete die Post Shanghais ein Zweigpostamt in der Hafenstadt Amoy (Xiamen) in der Provinz Fukien (Fujian). Am 1. April 1895 wurde dieses Zweigpostamt in die selbständige Stadtpost von Amoy umgewandelt. Ab dem 8. Juni 1895 verwendete die Stadtpost eigene Briefmarken, auf denen Reiher in einer Marschlandschaft dargestellt sind. Mit diesem Motiv wurden sechs Werte von ½ bis 5 Cents ausgegeben, die in Düren bei Schleicher & Schüll im Steindruckverfahren hergestellt worden waren. In der Folgezeit wurden Portomarken und andere Werte wie 3 Cents und 10 Cents durch lokal hergestellte Aufdrucke auf diesen sechs Urmarken erzeugt.
Die letzten Marken erschienen im Oktober 1896 am Postschalter, Anfang 1897 wurde die Post Amoys geschlossen.

### Chefoo

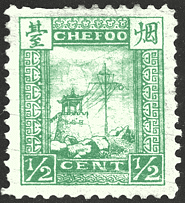
1893 bei Schleicher & Schüll gedruckte Marke von Chefoo

Die Post von Chefoo (Zhifu) wurde am 11. Juli 1893 eröffnet. Wie in Amoy wurden im Steindruckverfahren hergestellte Briefmarken von Schleicher & Schüll verwendet. Die erste Serie von 1893 zeigte fünf Werte in verschiedenen Farben mit dem sogenannten Rauchturm von Yantai, diese Serie wurde 1894 von retuschierten Steinen neu gedruckt. 1896 kamen drei höhere Werte von 15, 20 und 25 Cents hinzu, die eine Stadtansicht im Querformat zeigen.
Die Post von Chefoo schloss ausweislich erhaltener Bedarfspost frühestens im Sommer 1898.

### Chinkiang
Die Post von Chinkiang (Zhenjiang) wurde 1894 eröffnet. Die Briefmarken zeigen zwei verschiedene Versionen einer Stadtansicht mit der Pagode des Jinshan-Tempels am Jangtsekiang in einem kreisförmigen Medaillon. Beide Versionen unterscheiden sich nur durch das Vorhandensein von Wolken am Himmel über der Stadt. Von diesen durch Stereotypie bei Tsukiji Type Foundry Co. in Tokio hergestellten Marken, wurden Portomarken durch lokalen Aufdruck POSTAGE DUE hergestellt. Eine Serie von Portomarken mit einem Schriftband POSTAGE DUE an Stelle des Stadtbildes erschien 1895. Kurioserweise hat die Post von Chinkiang in den drei Jahren ihres Bestehens 33 verschiedene Porto- aber nur 15 Freimarken herausgegeben. Im September 1895 erschienen zudem acht Werte von ½ bis 15 Cents, die durch den Aufdruck Service in Dienstmarken der Stadtverwaltung umgewandelt worden waren.

### Chungking
Chungking (Chongqing), ein Binnenhafen am oberen Jangtsekiang, war die zweite Hafenstadt, die einen Postdienst organisierte, nachdem Shanghai das Subskriptionssystem aufgegeben hatte. Die Post Chungkings unterhielt Zweigpoststellen in Shanghai und Ichang.
Die ersten Briefmarken erschienen noch im Dezember 1893. In Chungking galt noch das alte Währungssystem mit 1 Tael zu 100 Candarins. Die ersten beiden Briefmarken zu zwei Candarins wurden bei Kelley & Walsh in Shanghai im Steindruck hergestellt und zeigen einen Blick vom Fluss auf die von einer Pagode überragten Stadt. Im Dezember 1894 erschien eine Serie von fünf Marken mit einem nur leicht geänderten Design, die im Steindruckverfahren bei der Tsukiji Type Foundry Co. in Tokio hergestellt worden waren.

### Foochow
Foochow (Fuzhou) wurde bereits 1842 durch den Vertrag von Nanking für europäische Händler geöffnet und erhielt um 1882 gleich zwei Zweigpoststellen der Shanghai-Post, eine in der Stadt, die andere am Pagoda-Anleger, etwa 16 km flussabwärts. Ein eigener Postdienst wurde von der Stadtverwaltung am 1. Januar 1895 eingerichtet. Die hierfür verwendeten Briefmarken zeigen eine Drachenbootregatta und wurden im Steindruckverfahren bei Waterlow & Sons in London hergestellt.

### Hankow
Hankow (Hankou, heute ein Teil von Wuhan) ist ein Binnenhafen am Jangtsekiang, rund 1000 km stromaufwärts von Shanghai gelegen. Dort existierte bereits um 1878 eine Postagentur Shanghais. Anfang 1893 gründete die Stadtverwaltung den ersten Postdienst in einem Vertragshafen, nachdem Shanghai das Subskriptionssystem aufgegeben hatte.
Die ersten Briefmarken vom Mai 1893 zeigen als Motiv einen typischen Kuli mit zwei Teelasten. Diese einfachen Marken waren im Buchdruckverfahren lokal hergestellt worden. Ihnen folgten einen Monat später eine Serie von fünf Werten, bei denen das Motiv für die kleinen Wertstufen zu 2, 5 und 10 cent unverändert beibehalten, die höheren Werte zu 20 cent und 30 cent jedoch neue Motive mit der Kranichpagode und dem Gebäude der Stadtverwaltung zeigten. 1894 und 1896 erschienen neue Serien mit leicht abgeänderten Motiven, die im Steindruckverfahren entstanden sind.

### Ichang
Ichang (Yichang) ist ein Binnenhafen am Jangtsekiang, fast 2300 km von Shanghai entfernt, etwa auf halber Strecke zwischen Chungking und Hankow. Bis 1893 gab es am Ort nur eine Handelsagentur, die an das Postnetz Shanghais angeschlossen war. Vermutlich im Dezember 1893 öffnete eine Zweigpoststelle Chungkings, die im November 1894 in eine lokale Stadtpost umgewandelt wurde. Ab dem 1. Dezember 1894 war zur Freimachung von Postsendungen eine Serie von acht Briefmarken erhältlich, die bei der Tsukiji Type Foundry Co. in Tokio hergestellt worden waren. Alle acht Marken zeigen unterschiedliche Motive mit zeitgenössischen Münzen, dem Stadtnamen in chinesischer Schrift auf Zieruntergrund, Tieren, sowie auf dem Höchstwert ein Stadtplan der europäischen Niederlassung.
In Ichang galt noch die alte chinesische Währung zu 1 Tael, der in 10 Mace und 100 Candarins unterteilt war.

### Kewkiang
Ab dem 1. Juni 1894 besaß der Binnenhafen von Kewkiang (Jiujiang) am Jangtsekiang einen eigenen Postdienst. Die Briefmarken wurden von der Central China Press vor Ort im Buchdruckverfahren hergestellt. Sie zeigen sechs verschiedene Motive, drei verschiedene Schreibweisen des Ortsnamens in chinesischen Schriftzeichen und drei Motive mit Ansichten von Gebäuden und Sehenswürdigkeiten. Auf drei dieser Urmarken wurden im August 1896 durch schwarze Aufdrucke Provisorien zu ½ cent und 2 cents hergestellt, außerdem entstanden ebenfalls durch Aufdrucke ab September 1895 insgesamt 26 Portomarken verschiedener Wertstufen.

### Nanking
Der kurzlebigste Postdienst eines Vertragshafens wurde in Nanking (Nanjing) Mitte 1896 eingerichtet, jedoch bestand bereits seit 1885 eine Zweigpoststelle der Shanghai-Post. Die großformatigen Marken der Nanking-Post zeigen wichtige Gebäude und Sehenswürdigkeiten der Stadt. Auch nach der Errichtung des Postmonopols der chinesischen Staatspost bestand für einige Monate eine reine Stadtpost in Nanking; die letzte Briefmarke zu 1 Cent von 1897 war auch die letzte von einer Post der Vertragshäfen herausgegebene Marke.

### Wuhu
Wuhu, ein weiterer Binnenhafen am Jangtsekiang, eröffnete einen eigenen Postdienst im Laufe des Jahres 1894. Die ersten Briefmarken kam im November 1894 an die Postschalter und zeigen Landschaftsszenen, eine Pagode und chinesische Schriftzeichen. Die Herstellung im Steindruckverfahren übernahm die Shanghai Lithographic Society für diese und alle weiteren Ausgaben. Die Post ließ bis Januar 1897 durch zusätzliche Aufdrucke auf 30 verschiedenen Urmarken weitere 75 Marken produzieren, darunter 31 Portomarken und weitere Provisorien, wodurch Wuhu in zwei Jahren und zwei Monaten auf eine Gesamtproduktion von 105 verschiedenen Marken kam.

## Wei Hai Wei

Wei Hai Wai, 2 cent von Januar 1899

Innerhalb der Vertragshäfen stellt die Post von Wei Hai Wei (Weihai) einen Sonderfall dar. Im Juli 1898 wurde die Hafenstadt und die vorgelagerte Insel Liu Kung Tau (Liugong Dao) an Großbritannien verpachtet. Im Pachtgebiet gab es kein Postamt der chinesischen Staatspost und anfangs auch kein britisches Postamt. Am 8. Dezember 1898 organisierte die Firma Cornabé & Co. einen Postdienst nach Chefoo, dem nächsten Ort mit einem chinesischen und mehreren europäischen Postämtern. Der chinesische Postmeister in Chefoo entsandte gegen Entgelt wöchentlich einen Kurier nach Weihaiwei. Zur Bezahlung des Kurierdiensts wurden zwei primitive Briefmarken hergestellt, die aus einem Abdruck des Firmenchops von Cornabe&Co. und der handschriftlichen Angabe 2c oder 5c in den oberen Ecken und C(ourier) P(ost) unten bestehen. Diese Briefmarken waren nur einen Monat in Gebrauch. Am 9. Januar 1899 kamen einfach gestaltete, bei Kelley & Walsh in Shanghai im Steindruckverfahren hergestellte Briefmarken zur Verwendung, die ein Hochrechteck mit einer farbigen Raute zeigen, in deren Mitte die Ziffern 2 oder 5 als Wertangabe ausgespart sind. In den Ecken außerhalb der Raute finden sich die Buchstaben LKT C C P für Liu Kung Tau – Chefoo Courier Post. Im März 1899 wurde diese Kurierpost eingestellt, als ein kaiserliches chinesisches Postamt eröffnet wurde.